# Braun (przedsiębiorstwo)
Braun GmbH – niemieckie przedsiębiorstwo zajmujące się produkcją m.in.: golarek, trymerów, szczoteczek do zębów oraz depilatorów.
Od 2005 roku firma oraz marka Braun są własnością amerykańskiego koncernu kosmetycznego Procter & Gamble. Firma P&G udziela podlicencji na markę Braun innym podmiotom na kategorie produktowe spoza głównego zakresu działalności firmy Braun GmbH. Przykładowo, produkty małego AGD do kuchni produkowane są przez firmę De’Longhi.